# Mazīd
Mazīd (persiska: مزيد) är en ort i Iran.   Den ligger i provinsen Mazandaran, i den norra delen av landet, 70 km nordost om huvudstaden Teheran. Mazīd ligger 1 974 meter över havet och antalet invånare är 177.
Terrängen runt Mazīd är bergig österut, men västerut är den kuperad. Mazīd ligger nere i en dal som går i öst-västlig riktning. Runt Mazīd är det ganska glesbefolkat, med 39 invånare per kvadratkilometer. Närmaste större samhälle är Baladeh, 8,1 km väster om Mazīd. Trakten runt Mazīd består i huvudsak av gräsmarker.